# Friends : Les Retrouvailles
Friends : Les Retrouvailles (ou Friends, la réunion ; Friends: The Reunion) est une émission spéciale (épisode spécial ou réunion spéciale) basée sur la série télévisée américaine Friends, réalisée par Ben Winston et en a assuré la production exécutive aux côtés de Kevin Bright, Marta Kauffman, et David Crane, producteurs exécutifs de la série originale. Le spécial est animé par James Corden. L'émission spéciale revisite les décors de la sitcom originale (appartements Friends, le café Central Perk ou la Fontaine des Friends). Elle est diffusée aux États-Unis, le 27 mai 2021 sur la plateforme HBO Max.
En France, l'émission spéciale est également diffusée le même jour (le 27 mai 2021) sur le site Salto.
La version française est diffusée le 24 juin 2021 sur TF1 et le 27 juin 2021 sur TFX. Le 30 octobre 2023 l'émission est rediffusée sur W9 en hommage à Matthew Perry décédé le 28 octobre 2023.

## Synopsis
17 ans après la diffusion du dernier épisode de la série (Ceux qui s'en allaient), les six acteurs se retrouvent au Central Perk et se remémorent leurs souvenirs.

## Distribution

### Acteurs principaux
- Jennifer Aniston (VF : Dorothée Jemma)
- Courteney Cox (VF : Maïk Darah)
- Lisa Kudrow (VF : Michèle Lituac)
- Matt LeBlanc (VF : Mark Lesser)
- Matthew Perry (VF : Emmanuel Curtil)
- David Schwimmer (VF : Michel Lasorne)

### Personnalités
- David Beckham
- Justin Bieber
- BTS
- James Corden (VF : Marc Maurille)
- Cindy Crawford
- Cara Delevingne
- Lady Gaga (VF : Edwige Lemoine)
- Elliott Gould (VF : Edgar Givry)
- Kit Harington (VF : Benjamin Penamaria)
- Larry Hankin
- Mindy Kaling (VF : Audrey Sablé)
- Thomas Lennon (VF : Laurent Morteau)
- Christina Pickles (VF : Marie-Martine)
- Tom Selleck (VF : Richard Darbois)
- James Michael Tyler
- Maggie Wheeler
- Reese Witherspoon (VF : Laura Blanc)
- Malala Yousafzai

Version française
- Société de doublage : Dubbing Brothers
- Direction artistique : Marc Bacon
- Adaptation des dialogues : Lila Chir et Jacques Dualliac

## Fiche technique
- Titre original : Friends: The Reunion
- Titre français : Friends : Les Retrouvailles
- Autres titres francophones : Friends, la réunion
- Réalisation : Ben Winston
- Photographie : Chloe Weaver, Tore Livia, Matthew Garrett
- Montage : Guy Harding
- Casting : Nicole Taylor
- Musique : Michael Skloff
  - Interprétation : The Rembrandts
- Production : Kevin Bright, Marta Kauffman, David Crane
- Sociétés de production : Warner Bros. Unscripted & Alternative Television, Bright Kauffman Crane Productions, Fulwell73 Productions
- Sociétés de distribution : HBO Max
- Pays d'origine :  États-Unis
- Langue originale : anglais
- Format : couleur - HDTV - 16/9 - Dolby Digital 5.1
- Genre : Comédie, Documentaire
- Durée : 100 minutes
- Dates de première diffusion :
  - États-Unis : 27 mai 2021
  - France : 24 juin 2021 (TF1) / 27 juin 2021 (TFX)
- Audience  France : 3,810 millions de téléspectateurs (19,3 % de part d'audience) sur (TF1)